# Kerala Blasters FC
Kerala Blasters Football Club là một câu lạc bộ bóng đá chuyên nghiệp Ấn Độ có trụ sở tại Kerala, hiện đang thi đấu tại Indian Super League. Đội được thành lập ngày 27 tháng 5 năm 2014 bởi cựu đội trưởng đội cricket Ấn Độ Sachin Tendulkar và là một trong những đội đầu tiên của giải Indian Super League, sau khi Tendulkar, cùng với Prasad V Potluri, giành được quyền nhượng quyền cho Kochi. Prasad V Potluri bán cổ phần cho một côngxoocxiom của siêu sao Telugu Chiranjeevi và Akkineni Nagarjuna.
Sân nhà của đội hiện tại là Sân vận động Jawaharlal Nehru ở Kochi.
Kerala Blasters thi đấu trận đấu đầu tiên của họ vào ngày 13 tháng 10 năm 2014, để thua 0–1 trước NorthEast United trong trận đấu trên Sân vận động Thể thao Indira Gandhi. Sau mùa giải đầu tiên của ISL, Kerala Blasters dẫn đầu lượng khán giả tới sân theo dõi với số lượng trung bình 47.427. Trận bán kết giữa Kerala Blasters và Chennaiyin thu hút 61.323 người tới sân, là trận đấu có nhiều khán giả thứ hai của mùa giải, xếp sau trận đấu mở màn ISL giữa Atlético de Kolkata và Mumbai City.
Trong mùa giải đầu tiên của họ, Kerala Blasters giành quyền vào tới chung kết ISL nơi họ để thua Atlético de Kolkata trên Sân vận động DY Patil ở Mumbai.

## Cầu thủ và ban huấn luyện

### Đội hình hiện tại
Tính đến 8 tháng 9 năm 2016.
Ghi chú: Quốc kỳ chỉ đội tuyển quốc gia được xác định rõ trong điều lệ tư cách FIFA. Các cầu thủ có thể giữ hơn một quốc tịch ngoài FIFA.
| Số | VT | Quốc gia         | Cầu thủ                   |
| -- | -- | ---------------- | ------------------------- |
| 24 | TM | Ấn Độ            | Sandip Nandy              |
| 23 | TM | Ấn Độ            | Kunal Sawant              |
| 1  | TM | Cộng hòa Ireland | Graham Stack              |
| 31 | HV | Ấn Độ            | Rino Anto                 |
| 2  | HV | Ấn Độ            | Pratik Chowdhary          |
| 5  | HV | Pháp             | Cédric Hengbart (đội phó) |
| 6  | HV | Bắc Ireland      | Aaron Hughes (đội trưởng) |
| 21 | HV | Ấn Độ            | Sandesh Jhingan           |
| 19 | HV | Sénégal          | Elhadji Ndoye             |
| 16 | HV | Ấn Độ            | Gurwinder Singh           |
| 11 | TV | Ấn Độ            | Ishfaq Ahmed              |
| 99 | TV | Tây Ban Nha      | Josu                      |
| 14 | TV | Ấn Độ            | Mehtab Hossain            |

| Số | VT | Quốc gia    | Cầu thủ                  |
| -- | -- | ----------- | ------------------------ |
| 57 | TV | Bờ Biển Ngà | Didier Kadio             |
| 22 | TV | Ấn Độ       | Prasanth Karuthadathkuni |
| 88 | TV | Tchad       | Azrack Mahamat           |
| 7  | TV | Ấn Độ       | Mohammed Rafique         |
| 8  | TV | Ấn Độ       | Vinit Rai                |
| 13 | TV | Ấn Độ       | C.K. Vineeth             |
| 9  | TĐ | Haiti       | Kervens Belfort          |
| 27 | TĐ | Anh         | Michael Chopra           |
| 17 | TĐ | Ấn Độ       | Farukh Choudhary         |
| 10 | TĐ | Anh         | Antonio German           |
| 12 | TĐ | Ấn Độ       | Thongkhosiem Haokip      |
| 78 | TĐ | Haiti       | Duckens Nazon            |
| 20 | TĐ | Ấn Độ       | Mohammed Rafi            |

### Ban huấn luyện
Tính đến tháng 9 năm 2016
| Vị trí            | Tên            |
| ----------------- | -------------- |
| HLV trưởng        | Steve Coppell  |
| Trợ lý HLV        | Wally Downes   |
| Trợ lý HLV        | Ishfaq Ahmed   |
| HLV thủ môn       | Graham Stack   |
| Khoa học thể thao | Neill Clark    |
| Bác sĩ            | Shibu Varghese |

## Thành tích đội bóng

### Mùa giải
Tính đến 10 tháng 9 năm 2016
| Năm  | ISL | ISL | ISL | ISL | ISL | ISL | ISL  | ISL | Vòng chung kết | Cầu thủ ghi nhiều bàn thắng nhất | Cầu thủ ghi nhiều bàn thắng nhất | Cầu thủ ghi nhiều bàn thắng nhất |
| Năm  | Tr  | T   | H   | B   | BT  | BB  | Điểm | VT  | Vòng chung kết | Cầu thủ                          | Bàn                              |                                  |
| ---- | --- | --- | --- | --- | --- | --- | ---- | --- | -------------- | -------------------------------- | -------------------------------- | -------------------------------- |
| 2014 | 14  | 5   | 4   | 5   | 9   | 11  | 19   | 4   | Á quân         | Iain Hume                        | 5                                |                                  |
| 2015 | 14  | 3   | 4   | 7   | 22  | 27  |      | 8   | DNQ            | Antonio German Chris Dagnall     | 6                                |                                  |

### Thành tích HLV
Tính đến 10 tháng 9 năm 2016
| Tên                       | Quốc tịch | Từ                   | Tới                  | Tr | T | H | B | BT | BB | %Thắng |
| ------------------------- | --------- | -------------------- | -------------------- | -- | - | - | - | -- | -- | ------ |
| David James               | Anh       | 13 tháng 8 năm 2014  | 20 tháng 12 năm 2014 | 17 | 6 | 4 | 7 | 13 | 15 | 035,29 |
| Peter Taylor              | Anh       | 9 tháng 5 năm 2015   | 28 tháng 10 năm 2015 | 6  | 1 | 1 | 4 | 7  | 9  | 016,67 |
| Trevor Morgan (caretaker) | Anh       | 28 tháng 10 năm 2015 | 1 tháng 11 năm 2015  | 1  | 0 | 1 | 0 | 1  | 1  | 000,00 |
| Terry Phelan              | Ireland   | 1 tháng 11 năm 2015  | 20 tháng 12 năm 2015 | 7  | 2 | 2 | 3 | 14 | 17 | 028,57 |
| Steve Coppell             | Anh       | 21 tháng 6 năm 2016  | nay                  | 2  | 0 | 0 | 2 | 0  | 2  | 000,00 |